# Petite Fièvre des vingt ans
Pour plus de détails, voir Fiche technique et Distribution.
Petite Fièvre des vingt ans (二十才の微熱, Hatachi no binetsu) est un film japonais réalisé par Ryōsuke Hashiguchi, sorti en 1993.

## Synopsis
Tatsuru et Shinichirō sont deux jeunes prostitués. Tatsuru, le plus âgé, doit se déconnecter de ses émotions pour travailler. Shinichirō, lui, se sent à l'aise et est tombé amoureux de Tatsuru.

## Fiche technique
- Titre : Petite Fièvre des vingt ans
- Titre original : 二十才の微熱 (Hatachi no binetsu)
- Réalisation : Ryōsuke Hashiguchi
- Scénario : Ryōsuke Hashiguchi
- Musique : Akira Isono, Ryūji Murayama et Kōhei Shinozaki
- Photographie : Jun'ichi Tozawa
- Montage : Hiroshi Matsuo
- Production : Akira Ishigaki et Akio Nanjo
- Société de production : Pia et Pony Canyon
- Pays de production :  Japon
- Langue originale : japonais
- Genre : drame et romance
- Durée : 114 minutes
- Dates de sortie : 
  - Japon : 4 septembre 1993[1]
  - France : 23 juin 1999[2]

## Distribution
- Yoshihiko Hakamada : Tatsuru Shimamori
- Reiko Kataoka : Yoriko Suzuki
- Masashi Endō : Shinichirō Miyajima
- Sumiyo Yamada : Atsumi
- Kōji Satō : le maître
- Bunmei Harada : Kawakubo
- Kōta Kusano : Takashi
- Yōichi Kawaguchi : Ohta
- Hiroshi Ohkōchi : le client
- Tarō Ishida : le père de Yoriko
- Wakaba Irie : la mère de Yoriko

## Production
Ce film à petit budget a été tourné au format 16 mm et les acteurs et le réalisateur ne se sont pas versé de salaire. Le film a reçu une aide à la production de Pia (qui sponsorise une sortie de film au cinéma par an).

## Distinctions
Le film a reçu le prix du film Mainichi du nouveau talent. Il a également été présenté à la Berlinale.